# Marisa Mori
Marisa Luisa Lurini, conocida como Marisa Mori (Florencia, 9 de marzo de 1900-Florencia, 6 de febrero de 1985) fue una artista pintora y grabadora italiana. Fue una de las escasas mujeres artistas del Futurismo, un movimiento artístico y social nacido en Italia al principio del siglo XX.

## Biografía
Marisa Luisa Lurini nació en Florencia el 9 de marzo de 1900. Su padre, Mario Lurini, trabajaba en Fondiaria Sai, una compañía aseguradora. Su madre, Edmea Bernini, era una lejana descendiente del escultor Gian Lorenzo Bernini. En 1918, la familia se instaló en Turín, donde Marisa Lurini fue animada a lanzarse en el arte por un amigo de la familia, el artista Leonardo Bistolfi. Se inscribió en un colegio privado fundado y dirigido por Felice Casorati, que frecuentó de 1925 a 1931.
En 1920 Marisa Lurini se casó con Mario Mori, poeta y periodista italiano, y decidió de adoptar su apellido. En 1922, la pareja tiene un hijo, Franco Mori.
En 1926, expuso por primera vez su trabajo en una exposición colectiva a la Fondazione Palazzo Bricherasio con otras estudiantes: Nella Marchesini, Daphne Mabel Maugham, Paola Levi-Montalcini y Lalla Romano.
Marisa Mori murió en 1985 en Florencia, tres días antes su ochenta y cinco cumpleaños.

## Futurismo
En 1931, Marisa Mori integró el movimiento futurista, sumándose al grupo creado por Filippo Tommaso Marinetti. Es la única mujer en haber contribuido en la obra La cucina futurista en 1932. En el mismo año, fue invitada a la primera exposición sobre el futurismo natural en Roma. Abandonó poco después Turín para volver vivir en Florencia con su marido. En 1930 y 1934, participó en la Bienal de Venecia. Se implicó entonces en la práctica de la fotografía aérea, y logró una medalla de plata por un tríptico que presentó en 1932, en la Galleria Bardi de Roma en el marco del Premio de arte futurista.
En 1937, su trabajo fue incluido en la exposición Las mujeres artistas de Europa exponen en el Juego de Palma en la Galería Nacional del Juego de Palma en París, para luego ser expuesto en el Museo Metropolitano de Arte en Nueva York. Hacia el final de los años 1930, Marisa Mori se apartó del movimiento futurista debido a su entusiasmo por el fascismo, una posición que le valió ser objeto de pesadas críticas de la parte de sus contemporáneos. En 1938, protestó con vehemencia contra la publicación del Manifesto of Race. Acogió luego a Rita Levi-Montalcini y a su hermano Gino Levi Montalcini, ambos afectados por las leyes raciales italianas de 1938 a 1943. En 1943, en la víspera del desencadenamiento de la guerra civil italiana, Mario Mori murió.
Después del final de la guerra, Marisa Mori volvió a Florencia, y se concentró nuevamente sobre los temas clásicos y naturales, creando naturalezas muertas, desnudos y máscaras. En 1951, expuso un nuevo cuadro a la VI Quadriennale de Roma. En 1954, presentó una exposición personal en la Casa de Dante Alighieri en Florencia. Durante los años siguientes, Marisa Mori se retiró fundamentalmente de la vida pública, solo apareció esporádicamente durante acontecimientos como las exposiciones para mujeres artistas organizadas por su liceo florentino.